# N931 (België)
De N931 is een gewestweg in de Belgische provincie Namen. De N931 bestaat uit twee delen. Een gedeelte van ongeveer 1,5 kilometer bij Courrière welke het treinstation Courrière verbindt met de N4 en de A4 E411. Het tweede gedeelte ligt ten zuiden van de plaats Profondeville en heeft een lengte van ongeveer 2,6 kilometer. De route verbindt het CU de Mont-Godinne ziekenhuis met de N92.